# 리턴 오브 사바타
리턴 오브 사바타(스페인어: È tornato Sabata... hai chiuso un'altra volta, 영어: Return Of Sabata)는 1971년에 스페인에서 제작된 지안프란코 파롤리니 감독의 스파게티 웨스턴 영화이다. 리 밴 클리프 등이 주연으로 출연하였고 알베르토 그리말디 등이 제작에 참여하였다.

## 줄거리
전직 남부군 장교이자 뛰어난 총잡이 사바타는 서커스에서 묘기 사격수로 일하고 있다. 서커스단이 텍사스의 작은 마을에 도착하고, 사바타는 과거 부하였던 장교가 카지노를 운영하고 있다는 것을 알게 된다. 그 장교는 사바타에게 5천 달러의 빚을 지고 있었다. 한편 서커스 단장이 돈을 들고 도망치자, 사바타는 빚을 받기 위해 마을에 머물기로 한다. 그는 마을의 실력자 맥킨톡과 대립하게 되는데, 맥킨톡은 마을 발전이라는 명목으로 도박, 술, 매춘에 높은 세금을 부과하고 있었다. 사바타는 맥킨톡의 금고에 있는 돈이 위조지폐이고, 진짜 돈인 금화는 맥킨톡과 신부가 따로 숨겨놓았다는 것을 알게 된다. 몇 차례의 암살 시도와 총격전 끝에 사바타와 부하 장교는 죽은 것처럼 위장한다. 맥킨톡이 돈을 차지하려 할 때, 둘은 다시 나타난다. 사바타는 서커스단의 곡예사와 뚱뚱하지만 속을 알 수 없는 남자 등 친구들의 도움을 받는다.

## 출연

### 주연
- 리 밴 클리프
- 라이너 숀

### 조연
- 지암피에로 알베르티니
- 아나벨라 인콘트레라